# Ipomoea darainensis
Ipomoea darainensis är en vindeväxtart som beskrevs av Deroin, Ranir. och Nusb. Ipomoea darainensis ingår i släktet praktvindor, och familjen vindeväxter. Inga underarter finns listade i Catalogue of Life.